# Klaas Dankert
Klaas Dankert (Sint Annaparochie, 1 januari 1942 – Groningen, 25 mei 2024) was een Nederlands politicus van de PvdA.
Hij werd geboren als zoon van gardenier Teunis Dankert en Tietje Boersma. Thuis sprak hij de streektaal Bildts met zijn vader en Fries met zijn moeder. Klaas Dankert heeft gestudeerd aan de Bijzondere Hogere Landbouwschool in Leeuwarden en was aan het begin van zijn carrière landbouwvoorlichter. Daarnaast was hij ook actief in de lokale politiek. Zo was hij lid van de gemeenteraad in Menaldumadeel voor hij bij de provinciale verkiezingen in 1978 gekozen werd tot Statenlid van de provincie Friesland. Kort daarop werd besloten het aantal gedeputeerden te verhogen van zes naar zeven en Dankert kwam meteen als zevende lid in de Gedeputeerde Staten. Hij kreeg toen in zijn portefeuille waterstaat en milieu. Medio 1989 volgde zijn benoeming tot burgemeester van het Bildt waarvan zijn geboorteplaats Sint Annaparochie de hoofdplaats is. Op 1 januari 2003, zijn 61-ste verjaardag, ging Dankert vervroegd met pensioen.
Klaas Dankert overleed op 25 mei 2024 op 82-jarige leeftijd in Groningen aan de gevolgen van een fietsongeluk dat hij een paar dagen eerder kreeg.